# Công viên Hòa Bình
Công viên Hòa Bình (Hoa Binh Park) là một công viên mới xây dựng ở Hà Nội, nằm giáp với đường Phạm Văn Đồng và đường Đỗ Nhuận. Công viên được xây dựng nhằm kỉ niệm 1000 năm Thăng Long-Hà Nội. Công viên Hòa Bình được xem là một trong những biểu tượng của Thủ đô được xây dựng trên diện tích 20ha, tại phường Xuân Đỉnh, quận Bắc Từ Liêm, thành phố Hà Nội.

## Không gian công viên
- Công viên có diện tích khoảng hơn 20 ha, nằm trên địa bàn phường Xuân Đỉnh, quận Bắc Từ Liêm, Hà Nội. Đây là công trình kỷ niệm 990 năm Thăng Long – Hà Nội, đồng thời thủ đô cũng vinh dự được UNESCO trao tặng danh hiệu “Thành phố vì Hòa bình”.
- Điểm nhấn kiến trúc của công viên là lối ra vào chính không xây dựng cổng mà dựng các biểu tượng. Cổng chính phía Bắc, lùi khoảng 40m là lối vào nối tiếp là chuỗi các đảo cây xanh theo thảm.
- Điểm nổi bật tại cổng Bắc chính là mô hình chim Hạc được xây dựng hướng ra đường quốc lộ. Nếu bạn là một con người tinh tế, và để ý đến từng nét thiết kế, ắt hẳn bạn sẽ nhận ra được nét thú vị trong cách thiết kế này, đó là mô hình chim lạc cùng với hồ nước tạo thành chữ No War.Cổng phía Nam và phía Đông lại được thiết kế với biểu tượng chim bồ câu đang bay.
- Tượng Hòa Bình là biểu tượng vinh danh “Vì hòa bình” của thành phố Hà Nội, với chiều cao 30 m của hình ảnh người mẹ bồng con trên vai với đàn chim bồ câu nối đuôi bay theo sau, bức tượng này được xem là điểm nhấn chính của công viên. Tượng được đặt ở phía Nam, gắn kết với không gian cây xanh, vườn tiểu cảnh ở các phía Đông, Tây, Bắc và trung tâm, tạo thành một chỉnh thể thống nhất về ý tưởng và hình thức thể hiện.Toàn cảnh công viên Hòa Bình nhìn từ trên cao.

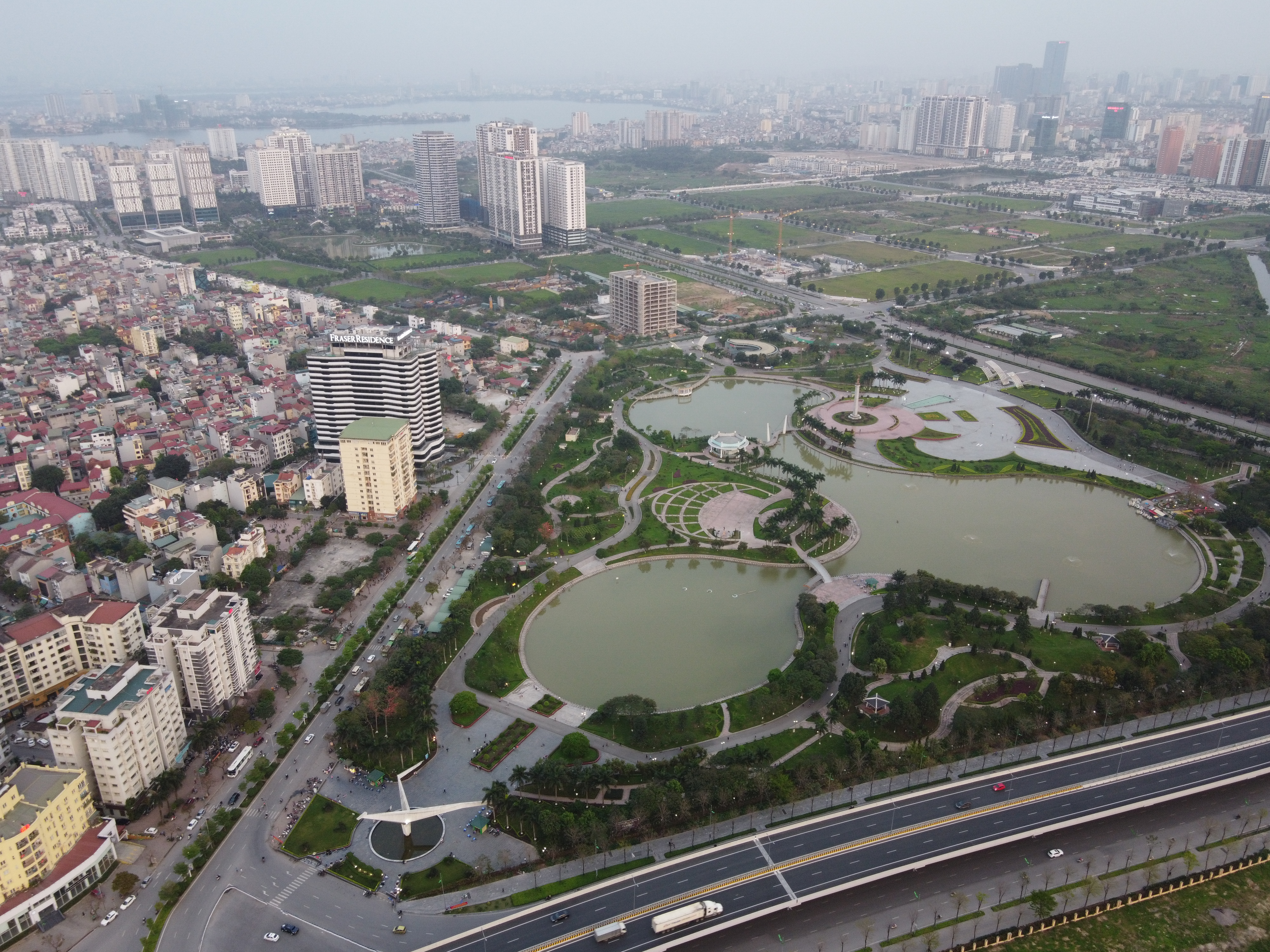
Toàn cảnh công viên Hòa Bình nhìn từ trên cao.

Bên trong công viên, có hồ điều hoà diện tích 5,4 ha với chức năng điều tiết nước và tạo cảnh quan.
- Các khu vực vui chơi giải trí kết hợp với các công trình phụ trợ, dịch vụ, lưu niệm, chòi nghỉ, bãi đỗ xe hài hòa thống nhất trong cảnh quan cây xanh, hồ nước, tạo sự gần gũi với thiên nhiên.

Không gian cây xanh trồng mới kết hợp với hồ nước và các công trình nhỏ như cầu, hành lang gỗ ven hồ tạo không gian xanh thơ mộng.
Với giá vé vào cửa là 0 đồng, lại có khuôn viên rộng rãi thoáng đẹp, không có sự chen lấn như các công viên khác, công viên hàng ngày thu hút hàng ngàn lượt khách ghé thăm và ngày càng khẳng định được vị thế của mình trong lòng những người dân thủ đô.
Năm 2000, kỷ niệm 990 năm Thăng Long - Hà Nội, Thủ đô Hà Nội vinh dự được UNESCO - Tổ chức giáo dục, khoa học và văn hóa của Liên Hợp Quốc trao tặng danh hiệu "Thành phố vì Hòa bình". Để tạo dựng một biểu tượng của Thủ đô, thành phố đã quyết định xây dựng công viên mang tên Hòa Bình rộng trên 20ha, tại phường Xuân Đỉnh, quận Bắc Từ Liêm, thành phố Hà Nội. Công viên được khánh thành ngày 8 tháng 10 năm 2010.